# Sint-Pauluskerk (Deurne)

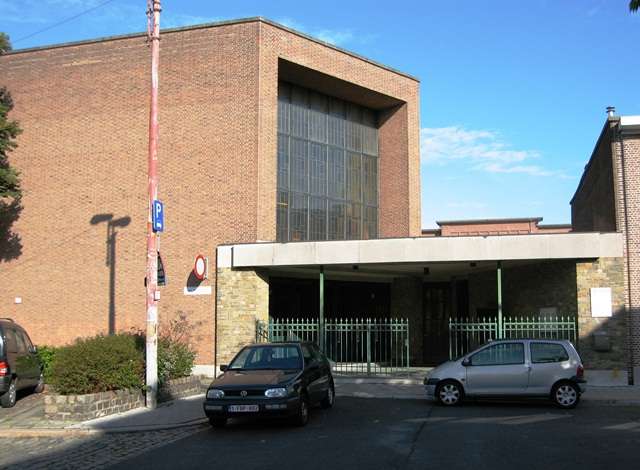
Sint-Pauluskerk

De Sint-Pauluskerk is een parochiekerk in de tot de gemeente Antwerpen behorende plaats Deurne, gelegen aan de Jan Peetersstraat 24.

## Geschiedenis
De kerk is gelegen in Deurne-Noord en de parochie ontstond als een afsplitsing van de Sint-Fredegandusparochie. Hij werd als bijkerk voor deze parochie gebouwd. Het ontwerp van Herman Huygh werd gebouwd van 1962-1964. Bij de inwijding werd de kerk tot parochiekerk verheven.

## Gebouw
De kerk, in de stijl van het naoorlogs modernisme, is een zaalkerk op min of meer afgeknot elliptische plattegrond waarin 700 gelovigen plaats kunnen nemen. Tegen één van die afknottingen bevindt zich het altaar, dat op een verhoging is geplaatst. De kerk bezit een hoge wand van glas-in-loodramen en een losstaande klokkentoren in betonskeletbouw die, evenals de hoge gevels van de kerk, met bakstenen is bekleed.